# Arete (filosofa)
Arete (fl. IV secolo) è stata una filosofa romana discepola di Giamblico.
Arete fu probabilmente pagana, filosofa e discepola di Giamblico, che le dedicò un'opera.
Nel 351-2 alcuni vicini cercarono di allontanarla ingiustamente dalla sua proprietà, probabilmente in quanto pagana; Giuliano, sebbene all'epoca fosse malato, si recò allora in Frigia per aiutarla.